# ApoER2
ApoER2 (een afkorting van Apolipoproteïne E Receptor 2, tevens bekend als low-density lipoprotein receptor-related protein 8) is een lid van de familie van LDL-receptoren. Het wordt gecodeerd door het gen LRP8. ApoER2 speelt met name een belangrijke rol in de endocytose en de signaaltransductie. Samen met VLDLR is ApoER2 een van de receptoren die reeline bindt, hetgeen op zijn beurt leidt tot fosforylering van DAB1. Behalve met reeline vertoont ApoER2 ook nog interactie met SNX17.